# Рогле
Ро̀гле (на македонска литературна норма: Рогле; на албански: Roglja, Рогля) е село в Северна Македония, в община Желино.

## География
Селото се намира в областта Долни Полог, разположено по горното течение на река Суводолица в северните склонове на планината Сува гора в прохода Калдъръм боаз.

## История
На 1 km североизточно от селото е късноантичната и средновековна крепост Кука.
В края на XIX век Рогле е албанско село в Тетовска каза на Османската империя. Според статистиката на Васил Кънчов („Македония. Етнография и статистика“) от 1900 година Рогле е село, населявано от 135 жители арнаути мохамедани.
Според сръбски данни след Балканските войни в селото има 283 жители.
Според Афанасий Селишчев в 1929 година Рогле е село в Групчинска община в Долноположкия срез и има 42 къщи с 263 жители албанци.
Според германска карта, издадена в 1941 година, въз основата на преброяването на населението на Югославия от 1931 г. посочва селото като населено с 250 жители албанци.
Според преброяването от 2002 година селото има 566 жители, а според последното преброяване от 2021 година – 532 жители.
| Националност | Всичко |
| македонци    | 0      |
| албанци      | 492    |
| турци        | 0      |
| роми         | 0      |
| власи        | 0      |
| сърби        | 0      |
| бошняци      | 0      |
| няма данни   | 40     |
| други        | 0      |